# Espejo (álbum)
Espejo es el cuarto álbum de estudio de la cantautora chilena Javiera Mena, lanzado digitalmente el 27 de abril de 2018 y primer disco bajo el sello discográfico Sony Music.
Los primeros dos sencillos fueron «Dentro de ti» e «Intuición» ambos con sus respectivos vídeos, además este último contó con la participación de Li Saumet, vocalista de Bomba Estéreo.

## Lista de canciones
| N.º   | Título                      | Letras       | Música | Productor(es)                                | Duración |  |
| 1.    | «Dentro de ti»              | Javiera Mena | Mena   | Fernando Herrera, Javiera Mena y Juan Sueiro | 3:38     |  |
| 2.    | «Espejo»                    | Mena         | Mena   | Mena, Alizzz                                 | 3:44     |  |
| 3.    | «Cerca»                     | Mena         | Mena   | Mena, Alizzz                                 | 3:44     |  |
| 4.    | «Alma»                      | Mena         | Mena   | Mena, Nico Parra                             | 3:46     |  |
| 5.    | «Intuición (ft. Li Saumet)» | Mena         | Mena   | Mena, El Guincho                             | 3:54     |  |
| 6.    | «Aire»                      | Mena         | Mena   | Alizzz                                       | 3:47     |  |
| 7.    | «Escalera»                  | Mena         | Mena   | Mena, Parra y Diego Morales                  | 3:58     |  |
| 8.    | «Noche»                     | Mena         | Mena   | Mena, El Guincho                             | 3:59     |  |
| 9.    | «Todas aquí»                | Mena         | Mena   | Mena, Parra                                  | 3:40     |  |
| 10.   | «Cuando no la esperas»      | Mena         | Mena   | Mena, Parra                                  | 3:58     |  |
| 38:08 |                             |              |        |                                              |          |  |

## Videoclips
- Dentro de ti (2017) - YouTube[2]
- Intuición (2018) - YouTube[3]
- Espejo (2018) - YouTube[4]
- Alma (2018) - YouTube[5]

## Créditos
- Javiera Mena: voz; piano, instrumentación y programación.
- Fernando Herrera: Guitarras, coros en Dentro de ti.
- Pablo Díaz-Reixa "El Guincho": Grabación y producción.
- Li Saumet: Voz en "Intuición"
- Ingenieros de grabación: Juan Jarpa
- Asistente: Andrés Minoletti, Brian Hernández en Intuición y Noche
- Mezclado por: Michael Brauer en Electric Lady Studios
- Asistentes de Mezcla & Ingenieros de Pro Tools: Steve Vealey, Fernando Reyes
- Masterizado por: Joe Laporta en Sterling Sound
- Diseño: Alejandro Rosetti
- Fotografía: Rodrigo Pérez
- Producción ejecutiva: Uxía Citoula